# Rue Abel-Truchet
Pour les articles homonymes, voir Abel (homonymie), Truchet et Abel-Truchet.
La rue Abel-Truchet est une rue du 17e arrondissement de Paris.

## Origine du nom
Elle porte le nom du peintre Louis Abel-Truchet (1857-1918). 

## Historique
Précédemment dénommée « passage Caroline », elle reçut sa dénomination actuelle par un arrêté du 24 avril 1928.